# 해충 (백제)
해충(解忠, ?~?)은 백제 전지왕(腆支王) 때의 대신이자 정치인이며, 대성팔족(大姓八族) 중의 하나인 해(解)씨 출신 귀족이다.

## 생애
405년(아신왕 14) 9월, 아신왕(阿莘王)이 죽자, 아신왕의 동생인 훈해(訓解)가 대신 정치를 하면서 아신왕의 아들 전지(腆支)을 기다렸는데, 아신왕의 막내동생인 첩례(諜禮)가 자기가 왕이 될 욕심으로 훈해를 죽이고 자기가 왕이 되었다.
한편, 전지는 아버지가 죽었다는 부고를 왜국에서 듣고 왜왕에게 귀국을 요청하여, 100명의 호위병과 함께 백제로 귀국하러 떠나 국경에 이르렀다. 이 때 해충이 와서 첩례가 훈해를 죽였다는 사실을 고하면서, 경솔히 들어오지 말라고 충고했고, 그 충고대로 전지는 서해의 한 섬에서 대기했다. 마침내, 백성들이 첩례를 죽이고 전지를 맞이하여 왕위에 오르게 하였고, 해충은 그 공으로 이듬해인 406년(전지왕 2) 9월, 달솔(達率)에 임명되고, 한성의 벼 1천 석을 하사받았다.
1년 후인 407년(전지왕 3) 2월에는 같은 해씨 일족인 해수(解須)와 해구(解仇)가 각각 내법좌평(內法佐平)과 병관좌평(兵官佐平)으로 임명되고, 왕실이 해씨 가문과 혼인을 하게 됨에 따라, 해씨 가문은 478년(삼근왕 2) 해구(解仇)의 반역으로 해구가 처형되기 직전까지 왕비족으로서 득세하게 된다.